# Leia annae
Leia annae är en tvåvingeart som först beskrevs av Lindner 1958.  Leia annae ingår i släktet Leia och familjen svampmyggor.
Artens utbredningsområde är Tanzania. Inga underarter finns listade i Catalogue of Life.